# Livin' on the Edge
Livin' on the Edge é o trigésimo quarto single da banda norte-americana Aerosmith.
É o primeiro single do álbum Get a Grip.
A música ganhou um Grammy na categoria "Best Rock Performance By A Duo Or Group With Vocal".

## Paradas
| Ano  | Parada                     | Posição |
| ---- | -------------------------- | ------- |
| 1993 | Hot Mainstream Rock Tracks | 1       |
| 1993 | Billboard Hot 100          | 18      |